# Zone récréative

Carte de zones récréatives aux Etats-Unis

Une zone récréative (anglais : recreation area) est un type d'aire protégée désignée dans certaines juridictions.

## États-Unis
Aux États-Unis, les « zones récréatives nationales » (national recreation areas) peuvent être gérées par différents organismes. Généralement, elles ne respectent pas strictement les critères nécessaires pour être promues au statut de parcs nationaux.
Exemples : Aire nationale de récréation Robert T. Stafford White Rocks, Glen Canyon National Recreation Area, Golden Gate National Recreation Area, Ross Lake National Recreation Area, etc.

## Canada
Au Canada, deux provinces, la Colombie-Britannique et l'Alberta, ont des zones récréatives gérées par les gouvernements provinciaux. Cependant les missions de celles-ci peuvent différer d'une province à l'autre. En Colombie-Britannique, il s'agit d'une étape intermédiaire avant de convertir la zone récréative en parc provincial.
En Alberta, il s'agit d'endroits limités servant de point d'accès aux rivières, lacs et réservoirs de la province. Le niveau de développement peut grandement varier d'une aire à l'autre, certaines possédant des infrastructures comparables aux parcs provinciaux alors que pour d'autres les installations ne se résument qu'à une mise à l'eau.

## Autres équivalents
- Aux Pays-Bas, on trouve de manière similaire le principe du « recreatieterrein ». Lorsque cet espace est à vocation nautique, on parle de « recreatieplas ».